# Ricardo Barreiros
Ricardo Barreiros (Sintra, 17 janvier 1982)  est un attaquant international portugais de rink hockey. 

## Palmarès
En 2016, il participe au championnat d'Europe.